# Peter Nöthel
Peter Nöthel (* 15. August 1960 in Göttingen) ist ein deutscher Koch. 

## Leben
Nach dem Besuch der Hotelfachschule in Salzburg führte ihn sein Weg vom Haus zum Haus (Ratingen) über das Restaurant Gala (im Casino, Aachen) und das Landhaus Laret in Davos.
1985 öffnete er in Düsseldorf seine eigenen Restaurants Hummerstübchen und Hotel Fischerhaus. Das Hummerstübchen wurde 1988 mit einem Michelin-Stern ausgezeichnet, ab 1991 mit zwei Michelin-Sternen. Ende 2012 schloss er das Hummerstübchen. 
Im März 2013 eröffnete Nöthel das Restaurant Nöthels in Düsseldorf. Anfang 2019 ging er in den Ruhestand.
Die Restaurant seines Sohn Sven-Niklas Nöthel wurde 2015 und 2022 ebenfalls mit einem Michelinstern ausgezeichnet.

## Auszeichnungen
- 1988: Ein Michelinstern für das Restaurant Hummerstübchen
- 1991: Zwei Michelinsterne für das Restaurant Hummerstübchen